# Sielsowiet Tonież
Sielsowiet Tonież (biał. Тонежскі сельсавет, Tonieżski sielsawiet; ros. Тонежский сельсовет) – sielsowiet na Białorusi, w obwodzie homelskim, w rejonie lelczyckim, z siedzibą w Tonieżu.

## Demografia
Według spisu z 2009 sielsowiet Tonież zamieszkiwało 1148 osób, w tym 1130 Białorusinów (98,43%), 12 Rosjan (1,05%), 3 Ukraińców (0,26%), 1 Mołdawianin (0,09%) i 2 osoby, które nie podały żadnej narodowości.
Do 2019 liczba ludności spadła do 827 osób. Największymi miejscowościami były wówczas Tonież (435 mieszkańców) i Iwanowa Słoboda (318 mieszkańców). Liczba ludności żadnej z pozostałych miejscowości nie przekraczała 32 osób.

## Geografia i transport
Sielsowiet położony jest na Polesiu, w północno-zachodniej części rejonu lelczyckiego. Największą rzeką jest Mutwica. Większość jego terytorium zajmuje kompleks leśno-bagienny. W jego granicach znajdują się fragmenty dwóch obszarów ochrony przyrody: Prypeckiego Parku Narodowego oraz Rezerwatu Wodno-Bagiennego Stary Żadzien.
Przez sielsowiet przebiega droga republikańska R128.

## Miejscowości
- agromiasteczko:
  - Tonież
- wsie:
  - Iwanowa Słoboda
  - Simanicki Młynok
  - Tonieżskaja Rudnia
- osiedle:
  - Słabada